# Erich Bahrmann
Erich Bahrmann (* 7. August 1906 in Meißen; † 14. Januar 1977 in Ostberlin) war ein deutscher Pathologe und Hochschullehrer.

## Leben und Werk

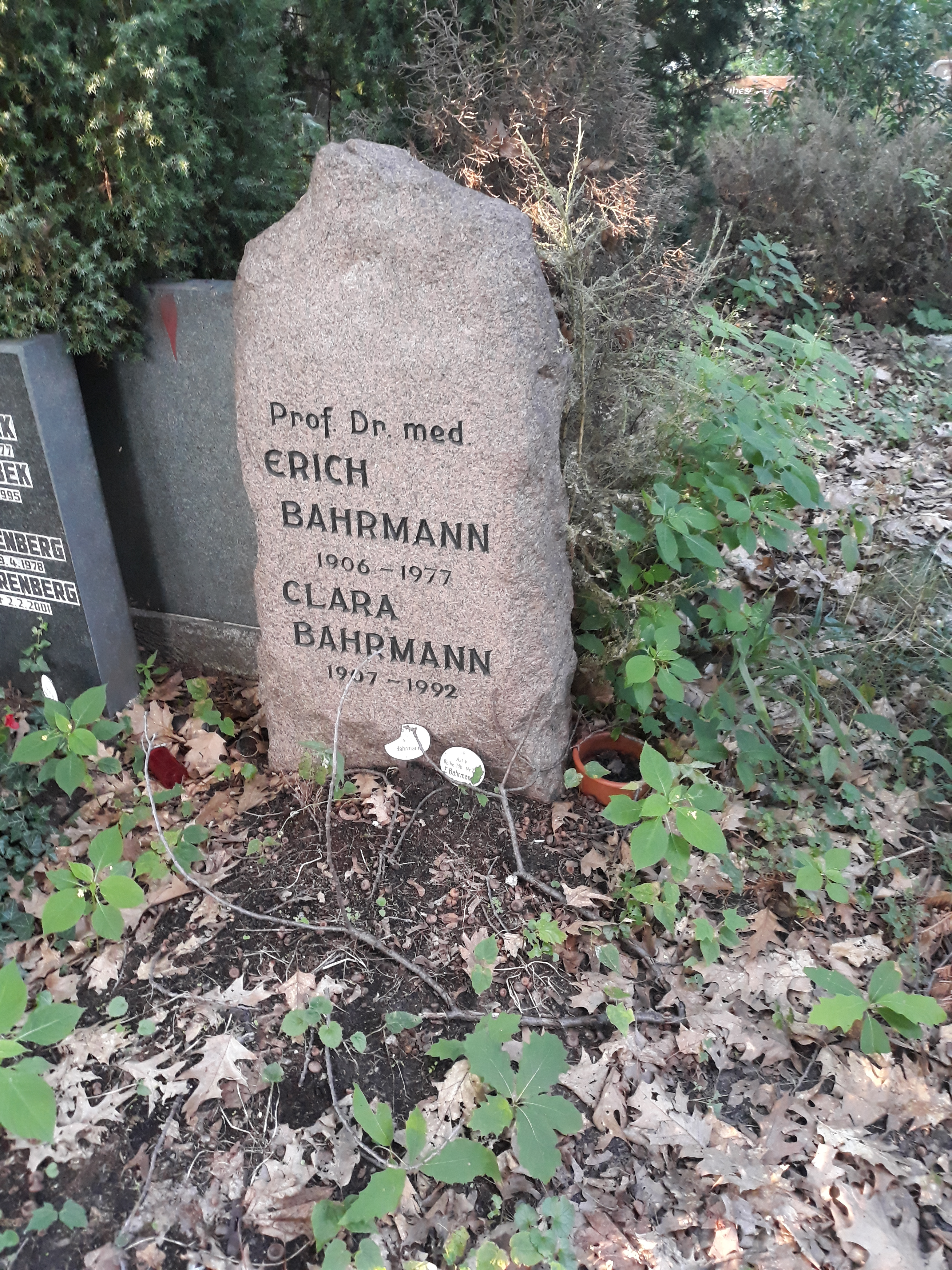
Grabstätte in Berlin

Nach dem Schulbesuch studierte er Medizin, wurde 1932 an der Universität Freiburg im Breisgau zum Dr. med. promoviert und habilitierte sich 1941. 1951 wurde er Dozent und 1952 Professor mit Lehrauftrag für Pathologie an der Humboldt-Universität zu Berlin. Gleichzeitig war er Direktor des Instituts für Pathologie des Städtischen Krankenhauses Berlin-Friedrichshain.
Er war unter anderem Mitglied der Gesellschaft für Pathologie und des Vereins der Altafraner.
Seine letzte Ruhestätte fand er auf dem evangelischen St. Petri-Luisenstadtfriedhof in Berlin.

## Schriften (Auswahl)
- Reizleitung und elektrische Leitfähigkeit des Nerven bei tiefen Temperaturen. München 1932.
- Der Formenkreislauf eines Bacillus mesentericus und des Tuber- kelbacillus. In: Archiv für Hygiene. 114, 1935, S. 63–74.
- (Mitautor): Praktische Sektionsdiagnostik mit Schnellmethoden für Gerichtsmediziner und Pathologen. Leipzig 1964.